# Ghiacciaio Barber
Il ghiacciaio Barber è un ghiacciaio situato sulla costa di Oates, nella regione nord-occidentale della Dipendenza di Ross, in Antartide. In particolare, il ghiacciaio, il cui punto più alto si trova a circa 1300 m s.l.m., è situato nella parte orientale dell'estremità settentrionale dei monti Bowers, e da qui fluisce dapprima verso nord, scorrendo lungo il fianco orientale del monte Bruce, per poi deviare verso est e unirsi alla banchisa che in questa zona ricopre l'oceano Pacifico, a nord di capo Rosenau.

## Storia
Il ghiacciaio Barber è stato mappato per la prima volta dallo United States Geological Survey grazie a fotografie aeree scattate dalla marina militare statunitense (USN) nel periodo 1960-65, e così battezzato dal comitato consultivo dei nomi antartici in onore del capitano Don W. Barber, ufficiale addetto alle costruzioni e agli equipaggiamenti della forza navale di supporto statunitense in Antartide nel 1967 e nel 1968.